# Biblioteca Central de la UCV
Biblioteca Central de la Universidad Central de Venezuela (o Biblioteca Central de la UCV) es el nombre que recibe la Biblioteca principal y más importante de la Ciudad Universitaria de Caracas, localizada en el Municipio Libertador, al oeste del Distrito Metropolitano de Caracas, y al norte del país sudamericano de Venezuela.

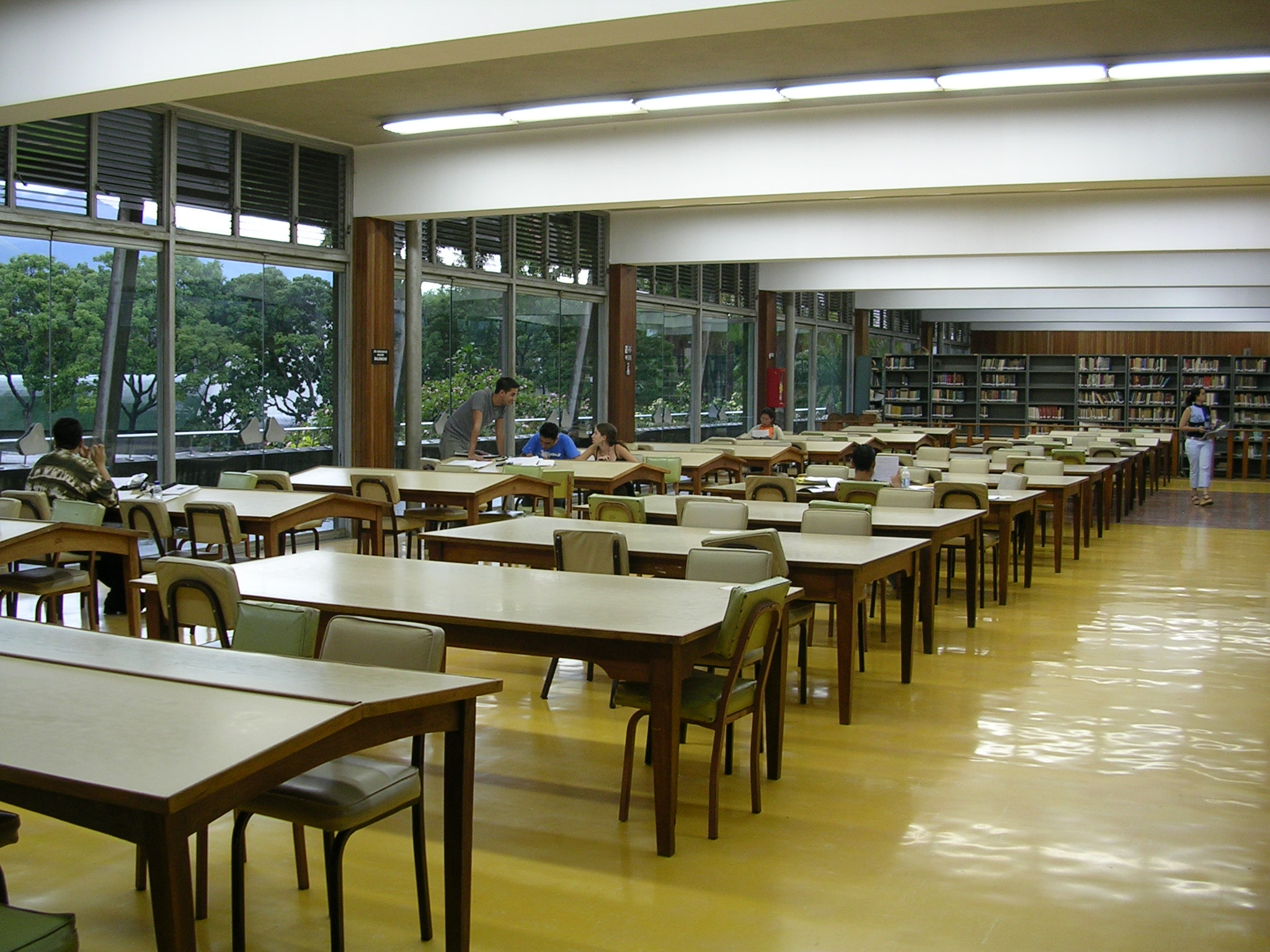
Vista interna

El edificio actual es obra del arquitecto venezolano Carlos Raúl Villanueva quien lo diseñó en la década de 1950, pero la institución tiene sus antecedentes en el Seminario de Santa Rosa de Lima y en la Real y Pontificia Universidad de Caracas. 
Es fácilmente accesible desde cualquier punto de la ciudad ya que está cerca de la estación de la línea 3 del Metro de Caracas, llamada Ciudad Universitaria.

## Sitios Web oficiales
Se Puede acceder a la página web de la Biblioteca Central a través del enlace:
- http://biblioteca.ucv.ve.

Mientras que sus RRSS oficiales son :
- Facebook: http://www.facebook.com/bibliotecacentralucv
- Instagram: http://www.instagram.com/bibliotecacentralucv/

## Servicios
La Biblioteca Central ofrece los siguientes servicios a la comunidad universitaria y al público general:

### Servicios Públicos
Tiene a su cargo todas las labores de atención y asistencia al público que visita la Biblioteca Central para utilizar sus servicios y material documental.  Para prestar el servicio que ofrecen al público, este servicio cuenta con varias Salas y Dependencias que se especializan en brindar acceso y controlar la utilización del material documental de la especialidad a la cual corresponden fuente:
- Salas de Ciencias Sociales (I y II).
- Sala de Ciencias Puras y Tecnológicas.
- Sala de Humanidades.
- Sala de Publicaciones Oficiales y Tesis.
- Sala de Publicaciones Periódicas.
- Servicio de Geocartografía.
- Centro de Documentación e Investigaciones Acústico-Musicales
- Videoteca.

### Servicios de Información Electrónica
Encargado de gestionar los espacios virtuales de la Dirección de Documentación e Información, contribuyendo a garantizar el acceso al conocimiento y proyectando su imagen a través de la difusión de sus servicios, en la comunidad universitaria ucevista, y público en general, consolidando así, su identidad en el marco de su proceso de modernización. Con la finalidad de convertirse en el eje de transformación, que permita consolidar a la Gerencia de Información, Conocimiento y Talento en un centro híbrido de recursos de información universitaria a través de la gestión de una plataforma de herramientas web que garanticen su presencia y prestación de servicios en los espacios virtuales fuente. Este servicio ofrece a la comunidad universitaria una Sala de Internet para la investigación en línea. De igual manera ofrece talleres de Alfabetización Informacional (ALFIN) para enseñar el uso adecuado y responsable de la información, así como el Desarrollo de Competencias Informacionales a los estudiantes.

## Catálogo electrónicoSIBUCV
El catálogo electrónico SIBUCV (Sistema Integrado de Bibliotecas de la Universidad Central de Venezuela) basado en el sistema de gestión de bibliotecas de código abierto y gratuito Koha, unifica las colecciones de cada una de las bibliotecas pertenecientes a las facultades y escuelas que integran la Universidad Central de Venezuela. Aquí podrás consultar la disponibilidad y ubicación de cualquier título de nuestras colecciones y puedes acceder de manera gratuita en línea, las 24 horas del día, los 365 días del año. Este proyecto es administrado por la Gestión de Información y Documentación de la Biblioteca Central.

### Bibliotecas que participan en elSIBUCV
- Biblioteca "Alberto Maekelt". Facultad de Medicina. Instituto de Medicina Tropical.
- Biblioteca Central UCV. Dirección de Documentación e Información. Vicerrectorado Académico.

- Biblioteca "Boris Bunimov Parra". Facultad de Ciencias Jurídicas y Políticas. Decanato de la Facultad.

- Biblioteca "Dr. Foción Febres Cordero". Facultad de Odontología. Decanato de la Facultad.

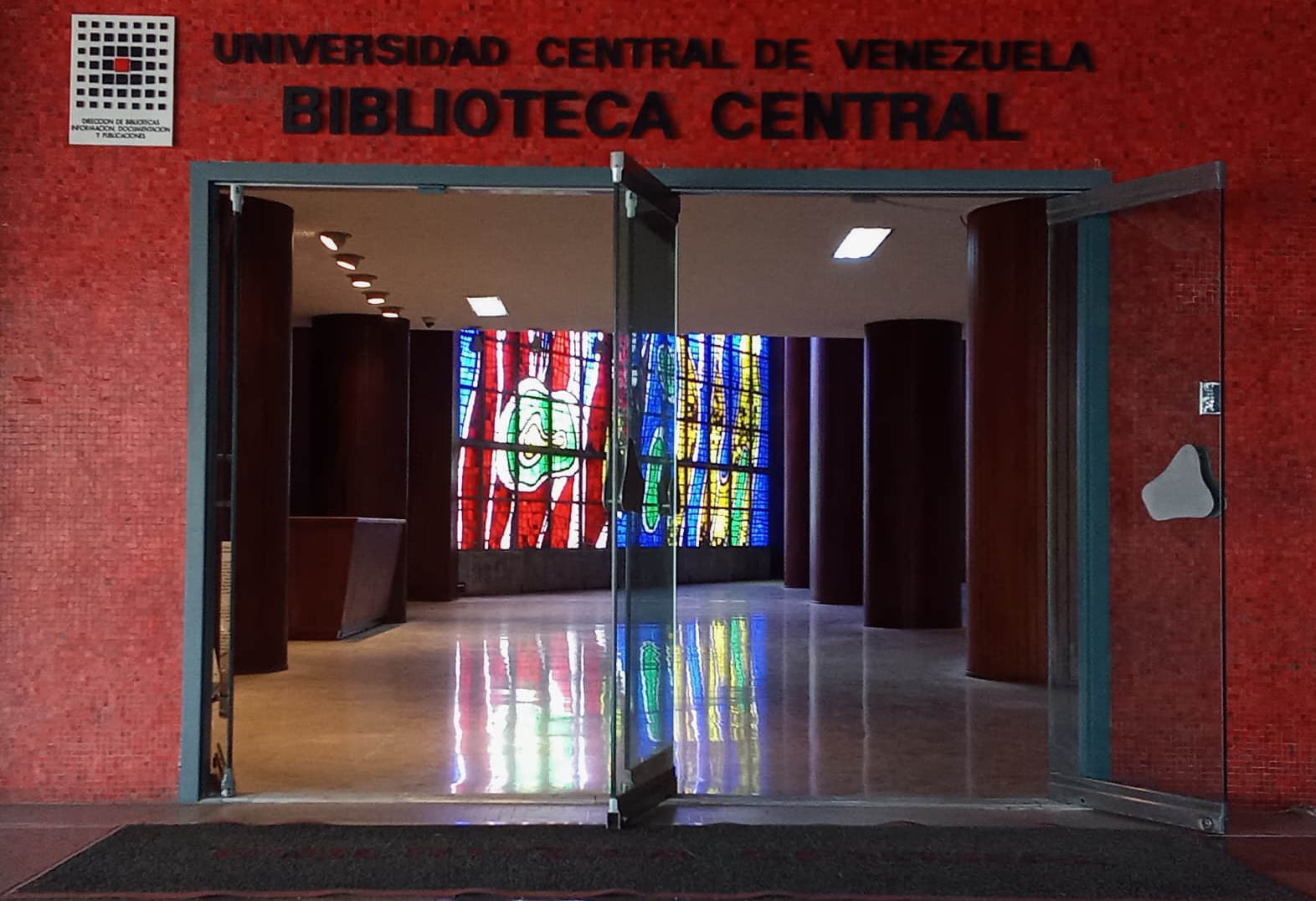
Entrada de la Biblioteca Central UCV

- Entrada de la Biblioteca Central UCVBiblioteca "Dr. Francisco Urdaneta". Facultad de Medicina. Escuela de Salud Pública.

- Biblioteca "Dr. José A. O´Daly". Facultad de Medicina. Instituto Anatomopatológico.

- Biblioteca "Dr. Oswaldo Enríquez Isava". Facultad de Farmacia. Decanato de la Facultad.

- Biblioteca "Gustavo Leal". Facultad de Humanidades y Educación. Escuela de Comunicación Social.

- Biblioteca "Humberto García Arocha". Facultad de Medicina. Instituto de Medicina Experimental.

- Biblioteca "Jean Catrysse". Facultad de Humanidades y Educación. Escuela de Idiomas Modernos.

- Biblioteca "Jesús M. Alfaro Zamora". Facultad de Humanidades y Educación. Escuela de Educación.

- Biblioteca "Lic. Olga Blanco de Liendo Coll". Facultad de Medicina. Escuela de Nutrición y Dietética.

- Biblioteca "Lic. Sara Jiménez". Facultad de Medicina. Escuela Básica de Medicina

- Biblioteca "Louis Pasteur". Facultad de Medicina. Instituto de Inmunología.

- Biblioteca "Miguel Acosta Saignes". Facultad de Humanidades y Educación. Coordinación académica.

- Biblioteca "Prof. José M. Forero". Facultad de Medicina. Escuela de Bioanálisis.

- Biblioteca "Santos Dominicci". Facultad de Medicina. Escuela de Medicina "José María Vargas".

- Biblioteca "Tulio Chiossone". Facultad de Ciencias Jurídicas y Políticas. Instituto de Ciencias Penales y Criminológicas

- "Biblioteca "Willy Ossott". Facultad de Arquitectura y Urbanismo. Decanato de la Facultad.

- Biblioteca “Juan David García Bacca”. Facultad de Humanidades y Educación. Postgrado coordinación académica.

- Biblioteca de Ciencias Morfológicas "Guillermo Pérez Bocalandro". Facultad de Medicina. Instituto Anatómico "José Izquierdo".

- Biblioteca del Centro Nacional de Reumatología. Facultad de Medicina. Hospital Clínico Universitario.

- Biblioteca del Instituto de Biomedicina. Facultad de Medicina. Hospital "José María Vargas".

- Centro de Documentación "Dr. José Ángel Puchi Ferrer". Coordinación de Postgrado. Facultad de Medicina.

- Centro de Documentación del Instituto de Urbanismo. Facultad de Arquitectura y Urbanismo. Instituto de Urbanismo.

- Centro de Documentación Unidad de Promoción y Desarrollo de la Investigación Clínica en Medicina. Facultad de Medicina. Decanato de la Facultad.

- Centro de Información y Documentación "Alejandro Calvo". Facultad de Arquitectura y Urbanismo. Instituto de Desarrollo Experimental de la Construcción.

- Centro de Información y Documentación "Francisco Urdaneta". Facultad de Medicina. Departamento de Medicina Preventiva y Social

- Mapoteca de Geografía. Facultad de Humanidades y Educación. Escuela de Geografía.

## Actual directiva
- Director (e) de Documentación e Información: Prof. José López.
- Jefe de Departamento de Servicios de Información Electrónica: Antrop. Christiam Mirelles.
- Jefa (e) de Departamento de Servicios Públicos: Lic. Niolmary Chirinos.
- Jefa de RRHH: Lic. Dayana Salazar.
- Jefa de Apoyo Administrativo: Lic. Wendy Castillo.